# ユキナシ
ユキナシ（雪梨、学名:Pyrus nivalis）は、バラ科ナシ属の落葉低木。

## 特徴
ヨーロッパ中部から南東部に分布する。名前は白い花と、白色の綿毛に覆われた若芽や若葉が雪のようであることから。果実が発酵酒に利用されるほか、観賞用にも栽培される。
なお、日本で2006年冬に相次いで発売された「雪梨」のゼリーやヨーグルトで用いられている雪梨とは中国なしの一種であり、本種ではない。